# Juliusz Zieliński (nauczyciel chojnicki)
Juliusz Zieliński (ur. 9 lutego 1852 w Rożentalu koło Pelplina, zm. 24 lutego 1917 w Münster), nauczyciel polski, filomata pomorski, polonista w gimnazjum w Chojnicach.
Pochodził z zamożnej rodziny rolniczej, był synem Franciszki i Weroniki z Lissów. Miał młodszego brata Marcelego (ur. 30 października 1854), który ukończył pelplińskie Collegium Marianum, następnie seminarium nauczycielskie w Kościerzynie (ówcześnie Berent, 1875) i pracował potem jako nauczyciel katolickiej szkoły powszechnej w Czarnymlesie koło Skórcza (1887) oraz sekretarz kancelarii Kurii Biskupiej w Pelplinie. W latach 1865–1873 Juliusz Zieliński również był uczniem Collegium Marianum, następnie uczęszczał do gimnazjum w Chełmnie. W czasie nauki w tej ostatniej szkole należał do aktywnych członków koła filomackiego „Tomasz Zan”. Korzystał ze stypendium Towarzystwa Pomocy Naukowej dla Młodzieży Prus Zachodnich. Maturę zdał w 1875 i wyjechał do Wrocławia, gdzie na tamtejszym uniwersytecie podjął studia filologiczne. Był członkiem Towarzystwa Literacko-Słowiańskiego. W maju 1878 przeniósł się na uniwersytet w Królewcu i uczestniczył aktywnie w życiu Polaków, pełniąc funkcję prezesa Polskiego Kółka Towarzyskiego. W 1879 występował jako oponent na obronie doktorskiej Józefa Łęgowskiego, również filomaty pomorskiego, późniejszego prezesa Towarzystwa Naukowego w Toruniu.
Od 1881 pracował jako nauczyciel języka polskiego w gimnazjum w Chojnicach. Mimo trudności ze strony pruskich władz oświatowych starał się o wysoki poziom nauczania tego przedmiotu, opiekował się polską młodzieżą w gimnazjum, zbierał składki i z tych środków gromadził polską biblioteczkę. Również dom rodzinny prowadził w duchu polskim. Dobry poziom jego lekcji potwierdzały prace uczniów, przesyłane do Towarzystwa Pomocy Naukowej. W 1901 został odsunięty od nauczania języka polskiego (przedmiot ograniczono do minimum i zezwolono na nauczanie go wyłącznie pedagogom niemieckim), a w 1903 jako aktywny Polak wysłany do pracy w gimnazjum w Westfalii (Coesfeld pod Monasterem), co argumentowano „interesem służby”. Pracował tam do końca życia.
Był żonaty ze Stefanią Strehl, miał sześcioro dzieci. Siostra żony Aniela wyszła za mąż za znanego chojnickiego lekarza i działacza społecznego, filomatę pomorskiego Hipolita Lniskiego-Ostoi.